# The Way (Ariana Grande)
"The Way" is de tweede single van de Amerikaanse zangeres Ariana Grande, in samenwerking met Mac Miller. Het nummer is afkomstig van haar debuutalbum Yours Truly, dat in september 2013 uitgekomen is. Het nummer werd opgenomen in januari 2013. Op 10 juli 2013, twee maanden na de release, werd de single platina in de V.S.

## Hitnoteringen

### Nederlandse Top 40
| Hitnotering: 06-04-2013 t/m 20-04-2013 | Hitnotering: 06-04-2013 t/m 20-04-2013 | Hitnotering: 06-04-2013 t/m 20-04-2013 | Hitnotering: 06-04-2013 t/m 20-04-2013 | Hitnotering: 06-04-2013 t/m 20-04-2013 |
| Week:                                  | 1                                      | 2                                      | 3                                      |                                        |
| -------------------------------------- | -------------------------------------- | -------------------------------------- | -------------------------------------- | -------------------------------------- |
| Positie:                               | 29                                     | 28                                     | 31                                     | uit                                    |

### NederlandseSingle Top 100
| Positie: | 22 | 34 | 52 | 72 | 78 | 75 | 71 | 97 | uit |

## Uitgaven
| Land                | Datum         | Formaat  | Label            |
| ------------------- | ------------- | -------- | ---------------- |
| Verenigde Staten    | 25 maart 2013 | Download | Republic Records |
| Verenigd Koninkrijk | 26 maart 2013 | Download | Republic Records |
| Duitsland           | 26 maart 2013 | Download | Republic Records |
| Ierland             | 26 maart 2013 | Download | Republic Records |
| Nederland           | 26 maart 2013 | Download | Republic Records |